# 建築環境工学
建築環境工学（けんちくかんきょうこうがく）とは、建築物における環境や衛生を研究対象とする学問（工学）である。環境工学の一分野でもあり、環境・衛生設備のデザイン（意匠）も対象とする。空気調和工学や衛生工学なども含まれる。
2009年度から一級建築士国家試験において、建築環境・設備に関する科目が新設されるなど、近年、重要度が高まっている工学分野である。

## 対象とする分野
- 熱 - 熱環境（温度）など
- 空気 - 換気、空気質、シックハウス対策など
- 音 - 音響、室内音響、騒音、遮音、吸音など
- 光 - 照明、昼光利用など
- 衛生 - 給水衛生、排水衛生、害虫対策技術、清掃技術など（飲料水、トイレ、洗面、防除など）
- 建築設備
- 省エネルギー - 建物の熱性能、効率的な設備、運用システム、ライフサイクルコストの削減など